# Крвави спорт (филм)
Крвави спорт (енгл. Bloodsport) је амерички филм из 1988. године.
Главне улоге играју белгијски глумац Жан-Клод ван Дам, и кинески глумци Рој Чиао и Боло Јен. Ван Дам игра америчког војника Френка Дукса, који има велику жељу да оде у Хонгконг, на борилачки турнир. Пошто га у војсци не пуштају, он бежи и одлази тајно до Хонгконга, и тамо осваја турнир. Турнир је освојио због свог учитеља из Јапана.

## Радња
Амерички официр Френк Дјукс, којег од детињства обучава јапански шидоши мајстор Сензо Танака, самовољно напуштајући војну јединицу, шаље се у Хонг Конг да учествује на подземном шампионату у кумитеу, на коме учествују најбољи борци света. Ранијих година Танака је дечака користио као спаринг партнера свом сину, али је након смрти овог другог припремио Дјукса за такмичење.
Стигавши у Хонг Конг, Френк се састаје са још једним веома јаким, али не баш вештим америчким борцем по имену Реј Џексон, који поседује стил „Вале тудо” (превод „Све је дозвољено”). Започиње и аферу са америчком новинарком Џенис Кент, која жели да напише чланак о Кумитеу. Френка лове амерички агенти који су дошли у Хонг Конг да врате дезертера. Током турнира, Френк самоуверено иде ка победи, разбијајући све ривале. У својој првој борби, он обара рекорд за најбржи нокаут, који припада невероватном Чунг Лију, вишеструком шампиону у кумитеу, фавориту турнира који може да осакати, па чак и да убије своје противнике. У једној од борби, Џексон се састаје са Чон Лијем, са којим је дуго сањао да има посла, обара га и почиње прерано да слави победу, радосно скандирајући право у арени. Дјукс покушава да га упозори, али узалуд: Џексон је толико срећан, како мисли, због победе да ништа не чује. У међувремену, Чон Ли долази себи, изненада погађа Американца и одмах докрајчује пораженог противника. Чудом преживео Џексон је у болници. Френк, узнемирен што је умало изгубио пријатеља, заклиње се у близини његовог кревета да ће га осветити за Чон Лија, због чега се Џенис, која се плаши за Френков живот, свађа са њим, а будући да је у лошем емотивном стању, не спава целу ноћ. Ујутру тренира и медитира пред полуфиналну борбу.
У полуфиналу, Френк пада на трик Маи Таи Пакоа и пада у нокдаун, али за само неколико секунди долази себи и љут, прилично лако побеђује, збуњујући тако Чонг Лија, који је очекивао да ће губитак и повреда Џексона би психолошки утицали на Дјукса, а овај неће моћи да се бори концентрацијом. Сам Чонг Ли се лако носио са другим азијским борцем, Чуан Ип Мунгом. Противник је већ поражен, али Чонг Ли намерно ломи врат, убијајући га, како би поново застрашио и деморалисао Френка пре финала. Сви, укључујући и судије, далеко су од одушевљења овим чином, али Чонг Лија није брига. Љутито гледајући Френка из прстена и упирући прстом у њега, Чонг Ли каже: "Ти си следећи!"
Док се арена припрема за последњу борбу, Чонг Лујев помоћник ставља под своје некакву пилулу у случају да изгуби. Ово потврђује да се Чонг Ли плаши Френка Дјукса, пошто га је пажљиво пратио током целог турнира и уверио се да је Френк достојан противник којег је веома тешко победити.
У финалном дуелу, Дјукс демонстрира супериорност над Чонг Лијем. Он, осећајући да губи, прстима разбија пилулу и баца прстохват праха у Френкове очи, заслепљујући противника. Испрва, промашивши много удараца и замало изгубивши, осим што осећа беспомоћност, Френк бесно вришти, али се после неколико секунди прибра, смирујући се и присећајући се како га је мајстор Танака научио да се бори са повезом преко очију, скоро моментално се окупља, интуитивно размишља. Ударац са стране, након чега у борби побеђује Чонг Лија, приморавајући га да речима призна пораз и тиме га осрамотивши. Тако Дјукс постаје први шампион у Кумитеу са Запада.
После Кумитеа, Френк посећује свог пријатеља Џексона у болници. Том је већ много боље, срећан је због Френка и у шали му каже да се на следећем Кумитеу могу срести у борби.
Френк Дјукс се враћа у САД. Последњи снимци приказују Френка и Џенис како га прате у близини авиона. Затим показују статистику стварног Френка Дјукса.

## Улоге
| Глумац           | Улога        |
| ---------------- | ------------ |
| Жан-Клод ван Дам | Френк Дукс   |
| Боло Јен         | Чонг Ли      |
| Доналд Гиб       | Реј Џексон   |
| Лија Ајрис       | Џенис Кент   |
| Форест Витакер   | Ролинс       |
| Норман Бертон    | Хемлер       |
| Мишел Киси       | Суан Паредес |
| Рој Чиао         | Сензо Танака |
| Кен Сиу          | Виктор Лин   |
| Филип Чен        | тренер       |
| Џон Гафари       | Густафсон    |